# Зета (река)
Зета (черног. Зета) — река в Черногории, крупнейший приток Морача. Длина — 85 км, по другим данным, 65 км. Площадь водосборного бассейна — около 1170² или 1597 км².
Берёт начало у города Никшич, далее течёт в основном в юго-восточном направлении. Впадает в реку Морача к северу от Подгорицы. С левой стороны в Зету впадает река Грачаница, c правой — Моштаница.
На реке построена ГЭС черног. Perućica мощностью 307 МВт.
Среди пересекающих Зету мостов — Царев мост, названный в честь русского императора Александра III. Вблизи моста и города Никшич на южном побережье Зеты находится старинный замок Пандурица.